# 434050 Torokfece
434050 Torokfece este o planetă minoră (asteroid) din centura de asteroizi. A fost descoperită pe 10 octombrie 2001 la Observatorul Palomar de Near Earth Asteroid Tracking. 
Obiectul prezintă o orbită caracterizată de o semiaxă mare de 2,3891347662751 UAi, o excentricitate de 0,19495123757508, o înclinație de 5,5169414128308 ° în raport cu ecliptica.